# ДНК мумій
Деякі з виявлених  мумій пройшли аналіз  ДНК. Головним чином це був аналіз  гаплогруп  мітохондріальної ДНК; лише в рідкісних випадках вдалося проаналізувати гаплогрупи ДНК  Y-хромосоми, оскільки остання досить швидко руйнується.
| Назва                                            | Місце знахідки     | Приблизний вік  | Послідовність мітохондріальної ДНК (мтДНК) | Гаплогрупа мтДНК | Гаплогрупа Y-хромосоми |
| Paglicci 23                                      | Italy              | 28,000          | CRS                                        | H                |                        |
| Paglicci 25                                      | Italy              | 23,000          | 7,025 AluI, 00073A, 11719G, 12308A         | HV               |                        |
| Чеддарська людина                                | England            | >9,000          | 16192T, 16270T                             | U5a              |                        |
| Еці                                              | Італія             | 5300 років тому | 16224C, 16311C                             | K                | G                      |
| Яхмос I                                          | Стародавній Єгипет | 3550 років тому | ?                                          | ?                | ?                      |
| Секнет-ре                                        | Стародавній Єгипет | 3550 років тому | ?                                          | ?                | ?                      |
| Тутмос I                                         | Стародавній Єгипет | 3500 років тому | ?                                          | ?                | ?                      |
| Аменхотеп I                                      | Стародавній Єгипет | 3500 років тому | ?                                          | ?                | ?                      |
| Англосакс з Норвіча, en: The Norwich Anglo-Saxon | Англія             | 1000 років тому | 16189A, 16223T, 16271C, 16278T             | X                | ?                      |
| Хуаніта — Крижана дівчинка, en: Mummy Juanita    | Перу               | 500 років тому  | 16111T, 16223T, 16290T, 16319A             | A                |                        |

## Ресурси Інтернету
- Famous DNA [Архівовано 13 червня 2006 у Wayback Machine.]
- British teacher finds long-lost relative: 9,000-year-old man [Архівовано 13 березня 2007 у Wayback Machine.]
- Unravelling the mummy mystery — using DNA
- Evidence of the Past: A Map and Status of Ancient Remains [Архівовано 9 лютого 2011 у Wayback Machine.]
- DNA results from the Shroud of Turin [Архівовано 5 жовтня 2018 у Wayback Machine.]